# Alejandro Jaén

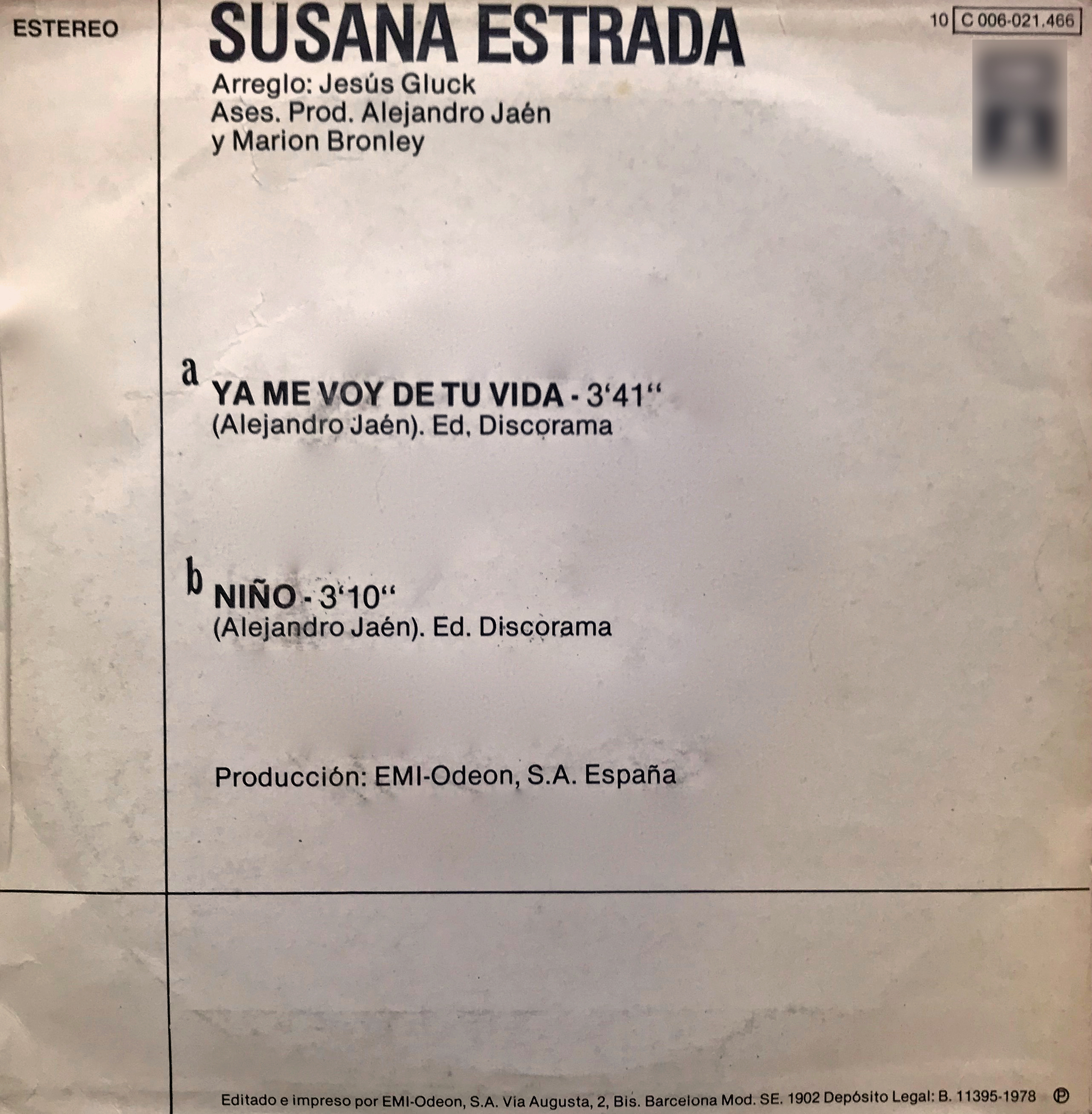
Funda de un disco de Susana Estrada de 1978,
con canciones de A. Jaén arregladas por Glück.

Alejandro Jaén (Jaén, 1950) es un cantautor y productor musical español, conocido en la década de los 80 por sus éxitos Vas a acordarte de mí y Si te hubiera conocido ayer.

## Biografía
Nacido en la misma ciudad que su apellido, Jaén empieza a destacarse en la música a fines de la década de los 70.
Desde inicios de la década de los 80 se instala en la ciudad de Miami, donde a la par de su carrera de cantante se convierte en productor y compositor de connotados artistas, tales como José José ("Vamos a darnos tiempo"), Son By Four, Gilberto Santa Rosa, Marc Anthony ("Celos"), Manoella Torres ("Acaríciame"), Angélica María, entre otros.
En 1985 es premiado como cantante y compositor del año en los Premios Aplauso 92 de la cadena SBS. Al año siguiente se presenta en el Festival de Viña del Mar.
En el año 2002 compone el tema central de la telenovela mexicana de la cadena Televisa Entre el amor y el odio, bajo la producción de Salvador Mejía Alejandre, protagonizada por Susana González y César Évora.
En mayo de 2016 ingresó al Salón de la Fama de los Compositores Latinos.

## Álbumes
- 1978: Mis propios sentimientos
- 1981: Alejandro Jaén
- 1982: Prisa
- 1985: Vas a acordarte de mí
- 1986: Amar
- 1987: Rockmántico
- 1989: El amante
- 1992: Más de mil vidas
- 1993: Bolero... Mi amor eterno
- 2010: Latidos